# Philipp Jost
Philipp Jost (* 14. September 1818 in Darmstadt; † 15. November 1885 in Allertshofen) war ein hessischer Ökonom und Politiker (Fortschritt) und Abgeordneter der 2. Kammer der Landstände des Großherzogtums Hessen.
Philipp Jost war der Sohn des Oberarztes Heinrich J. Jost und dessen Ehefrau Margaretha, geborene Gerhard. Jost, der evangelischen Glaubens war, war Ökonom in Allertshofen und heiratete am 11. Dezember 1842 in Pfeddersheim Barbara geborene Möllinger.
Von 1872 bis 1878 gehörte er der Zweiten Kammer der Landstände an. Er wurde für den Wahlbezirk Starkenburg 6/Reinheim gewählt.